# Groutiella wagneriana
Groutiella wagneriana là một loài Rêu trong họ Orthotrichaceae. Loài này được (Müll. Hal.) H.A. Crum & Steere mô tả khoa học đầu tiên năm 1950.